# Renault Safrane

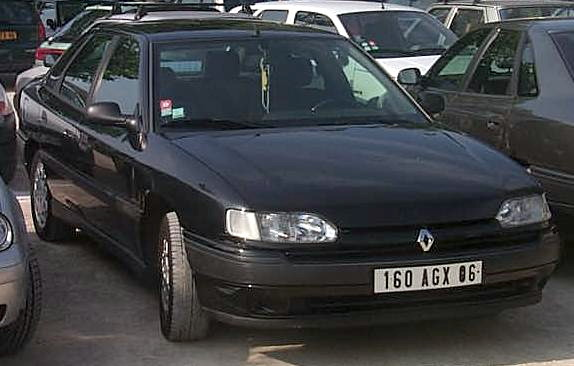
Renault Safrane.

Renault Safrane var efterföljare till modellen Renault 25. Den såldes i 850 000 exemplar, mer än dubbelt av Peugeot 605 och Citroën XM tillsammans. 
Safrane var en mycket välbyggd bil (”så bra att Volvo inte vågade ta in den till Sverige”, som Håkan Mattson skrev i Expressen) som blev betydligt dyrare än föregångaren och sålde därför inte lika bra. Safrane tillverkades under åren 1992-2000.
Renault Safrane var tänkt som en lyxbil i klass med Mercedes-Benz, Audi och BMW. Safrane var ensam i denna klass att ha elmanövrerat baksäte som standard. 

## Motoralternativ
| Modell      | Årsmodell | Motor                   | Cylindervolym | Effekt | Vridmoment | Bränslesystem               |
| ----------- | --------- | ----------------------- | ------------- | ------ | ---------- | --------------------------- |
| 2.0         | 1993-1996 | 4-cyl radmotor SOHC 8V  | 1995 cm³      | 107 hk | 159 Nm     | Bränsleinsprutning          |
| 2.0         | 1993-1996 | 4-cyl radmotor SOHC 12V | 1995 cm³      | 140 hk | 175 Nm     | Bränsleinsprutning          |
| 2.0         | 1997–2000 | 4-cyl radmotor DOHC 16V | 1948 cm³      | 136 hk | 182 Nm     | Bränsleinsprutning          |
| 2.2         | 1993-1996 | 4-cyl radmotor SOHC 8V  | 2165 cm³      | 107 hk | 170 Nm     | Bränsleinsprutning          |
| 2.2         | 1993-1996 | 4-cyl radmotor SOHC 12V | 2165 cm³      | 137 hk | 182 Nm     | Bränsleinsprutning          |
| 2.5         | 1997-2000 | 5-cyl radmotor DOHC 20V | 2435 cm³      | 165 hk | 211 Nm     | Bränsleinsprutning          |
| 3.0         | 1993-1997 | V6-motor SOHC 12V       | 2963 cm³      | 167 hk | 235 Nm     | Bränsleinsprutning          |
| 3.0         | 2000      | V6-motor DOHC 24V       | 2946 cm³      | 194 hk | 267 Nm     | Bränsleinsprutning          |
| 3.0 Biturbo | 1994-1996 | V6-motor SOHC 12V       | 2963 cm³      | 262 hk | 363 Nm     | Bränsleinsprutning, biturbo |
| 2.1 dT      | 1993-1996 | 4-cyl radmotor SOHC 8V  | 2068 cm³      | 88 hk  | 187 Nm     | Turbodiesel                 |
| 2.2 dT      | 1997-2000 | 4-cyl radmotor SOHC 12V | 2188 cm³      | 113 hk | 234 Nm     | Turbodiesel                 |
| 2.5 dT      | 1993-1996 | 4-cyl radmotor SOHC 8V  | 2499 cm³      | 113 hk | 240 Nm     | Turbodiesel                 |

- Wikimedia Commons har media som rör Renault Safrane.